# Rosannagh MacLennan
Rosannagh MacLennan (ur. 28 sierpnia 1988 w King City w Ontario) – kanadyjska gimnastyczka, dwukrotna mistrzyni olimpijska z Londynu i Rio de Janeiro, trzykrotna mistrzyni świata, dwukrotna medalistka igrzysk panamerykańskich, sześciokrotna mistrzyni panamerykańska.
Trzykrotnie (w latach 2005, 2009 i 2011) zdobywała mistrzostwo Kanady. Od 2006 startowała w skokach synchronicznych w parze z Karen Cockburn. W 2007 w Québecu zdobyły mistrzostwo świata w tej konkurencji. Zakwalifikowała się na igrzyska w Pekinie. Zajęła tam siódme miejsce w finale, do którego awansowała z trzecim wynikiem. Na igrzyskach w Londynie w kwalifikacjach zajęła czwarte miejsce. W finale uzyskała wynik 57,305, najlepszy w karierze, który dał jej złoty medal. Była pierwszą Kanadyjką, która stanęła na najwyższym stopniu podium. Cztery lata później w Rio de Janeiro ponownie zdobyła złoto w skokach na trampolinie. Tym razem z wynikiem 56,465 pkt została pierwszą reprezentantką Kanady, która obroniła tytuł olimpijski i stała się pierwszą zawodniczką, która wygrała dwa złote medale olimpijskie. Podczas ceremonii otwarcia igrzysk była również chorążym.
Jej dziadek, Lorne Patterson, również był gimnastykiem. Zakwalifikował się na Letnie Igrzyska Olimpijskie 1940 w Helsinkach, lecz zostały one odwołane z powodu wybuchu II wojny światowej.